# Trypanosomatida
Los tripanosomátidos (Trypanosomatida) son un orden de protistas del filo Kinetoplastea que se caracterizan por tener un solo flagelo. Todos sus miembros son exclusivamente parásitos, de animales, plantas y otros protozoos. Algunos géneros tienen ciclos vitales que implican un huésped secundario, que puede ser alternativamente un vertebrado o una planta. Se incluyen varias especies que causan enfermedades graves en seres humanos, entre las que destacan:
- Tripanosomiasis[3] (enfermedad del sueño en África y enfermedad de Chagas en América del Sur), causada por especies del género Trypanosoma.
- Leishmaniasis, causada por especies del género Leishmania.

## Características
Los tripanosomátidos presentan un único flagelo que emerge de un bolsillo anterior o bien está insertado lateralmente y adherido a la célula a lo largo de toda su longitud. Son osmotrofos con un citostoma, si es que está presente, se localiza próximo a al bolsillo flagelar y carece de estructuras orales asociadas. El cinetoplasto es de tipo eucinetoplasto, con círculos de ADN encadenados formando una red.

## Ciclo vital
En el ciclo vital de estos organismos se presentan diversas formas que se distinguen principalmente por la posición del flagelo:

Formas celulares de los tripanosomátidos.

- Amastigote (leishmanial), en donde el flagelo está reducido o ausente.
- Promastigote (leptomonal), con el flagelo anterior al núcleo, libre del cuerpo de la célula. Toma el nombre leptomonal por la similitud con las especies del género Leptomonas.
- Epimastigote (critidial), con el flagelo anterior al núcleo y conectado al cuerpo de la célula por una membrana ondulada corta. Toma el nombre del género Crithidia.
- Opistomastigote (herpetomonadal), con el flagelo posterior al núcleo, pasando a través de un surco a lo largo de la célula.
- Tripomastigote (tripanosomial), con el flagelo posterior al núcleo, conectado por una membrana ondulada larga.

Todos las especies de Trypanosomatida tienen por lo menos etapas amastigote y promastigote. Trypanosoma aparece en las cinco formas; la etapa tripanosomial tiene lugar en un huésped vertebrado. Las subespecies de Trypanosoma brucei tienen dos formas en la circulación sanguínea de un huésped vertebrado: la forma larga y delgada que se divide rápidamente y la forma corta que no se divide. La forma corta se adapta al vector de la mosca tse-tse y es no proliferativa en comparación con la forma delgada.
Trypanosoma brucei presenta la peculiaridad única de la expresión de una capa de glicoproteína variante de superficie (VSG) sobre la superficie de la célula, que experimenta una variación constante para evadir los anticuerpos del sistema inmunitario  del huésped. Se supone que la recombinación de un repertorio de genes VSG en número mayor que 1000 es la  responsable de la gran diversidad del parásito y su eficacia en la evasión al sistema inmunitario.